# Saint-Brancher
Saint-Brancher è un comune francese di 334 abitanti situato nel dipartimento della Yonne nella regione della Borgogna-Franca Contea.

## Società

### Evoluzione demografica
Abitanti censiti